# Erika Kirpu
Erika Kirpu (Moscou, 22 de junho de 1992) é uma esgrimista estoniana, campeã olímpica.

## Carreira
Kirpu conquistou a medalha de ouro nos Jogos Olímpicos de Verão de 2020 em Tóquio ao lado de Julia Beljajeva, Irina Embrich e Katrina Lehis, após derrotas as sul-coreanas Choi In-jeong, Kang Young-mi, Lee Hye-in e Song Se-ra na disputa de espada por equipes.